# داني أدلر
داني أدلر (بالإنجليزية: Danny Adler)‏ هو موسيقي أمريكي، ولد في 1950.

## وصلات خارجية
- الموقع الرسمي
- داني أدلر على موقع ميوزك برينز (الإنجليزية)
- داني أدلر على موقع ديسكوغز (الإنجليزية)